# Violetta Parisini
Violetta Parisini (Vienna, 1980) è una cantante austriaca.

## Biografia
Violetta Parisini ha conseguito la sua prima nomination agli Amadeus Austrian Music Awards nel 2010, anno in cui è stato il suo album in studio d'esordio, intitolato Giving You my Heart to Mend ed entrato nella Ö3 Austria Top 40. Il disco successivo, Open Secrets, le ha regalato il suo miglior posizionamento in classifica, raggiungendo la 23ª posizione. Ha conseguito un'ulteriore nomination ai principali premi musicali nazionali, nella categoria pop/rock.

## Discografia

### Album in studio
- 2010 – Giving You my Heart to Mend
- 2012 – Open Secrets
- 2020 – Alles Bleibt

### EP
- 2022 – Unter Menschen

### Singoli
- 2012 – Defy Control
- 2012 – All Right
- 2019 – Die Dunkelheit hat keine Farben
- 2019 – Mehr sein
- 2022 – Flatterndes Herz
- 2022 – Noch nicht schlafen
- 2022 – Wie Hörst Du
- 2023 – Vorbei